# 言語・真理・論理
『言語・真理・論理』（げんご・しんり・ろんり、英: Language, Truth, and Logic）は、1936年にイギリスの哲学者・アルフレッド・エイヤーによって発表された哲学の著作で、この研究でそれまでの伝統的な哲学の問題として扱われてきた諸問題が、ただのナンセンスに過ぎないことを示すことを目指した偶像破壊的な内容でもある。
1910年に生まれ、後にオックスフォード大学で教鞭をとるエイヤーは論理実証主義の普及に寄与したことで知られる。本書は若き日のエイヤーの代表的な著作。論理実証主義学派のウィーン学団の思想を、英語圏で初めて論述した著作として出版時に広く読まれた。
本書は以下の構成
- 第1章形而上学の除去
- 第2章哲学の機能
- 第3章哲学的分析の本質
- 第4章ア・プリオリなもの
- 第5章真理と確からしさ
- 第6章倫理学と神学との批判
- 第7章自己と共通世界
- 第8章哲学上の主要な論争の解決

エイヤーは後に論理実証主義の考え方を訂正するが、本書で展開された研究は分析哲学の研究に寄与するものだった。
本書はウィトゲンシュタインやラッセルに影響を受けた論理実証主義、ひいてはバークリーやヒュームの経験論の立場に立った哲学研究である。そしてエイヤーは全ての言明を真偽のいずれかに区別すると同時に無意味な言明であるかどうかを区別することを提唱し、検証原理(verification principle)という判断基準を提示する。検証原理とはあらゆる言明について「それは定義により真であるか」、そして「原理的に検証可能であるか」と問いかけることによって有意味であるかどうかを判断する原理である。この検証原理によって有意味でないとするならば、その言明は無意味である。エイヤーにとって、特に形而上学の領域ではあまりに多くの無意味な言明が繰り返し問題とされており、それは有意味な言明であると錯覚させられてきたのである。
検証原理を提唱するエイヤーにとって哲学の本来の主題とはさまざまな概念の定義を明確化することにある。つまり哲学の研究対象は言語を通じた世界ではなく言語そのものであり、したがって論理学の一領域として哲学を位置づけることができる。また哲学の伝統的な研究領域である倫理学についてエイヤーは正しいことと不正なことについての言明は無意味であると判断され、それは単なる感情の表現の延長として捉えられる。神学についても定義によって真となりえない神の存在の問題は無意味であり、神が存在するかどうかについて肯定的な言明も否定的な言明も、また存在証明が不可能であるという言明も哲学の問題とはならないと論じている。

## 日本語訳
- 『言語・真理・論理』 吉田夏彦訳、岩波書店「岩波現代叢書」、1955年、単行新版1986年、1997年／ちくま学芸文庫、2022年（青山拓央解説）